# Cookie Kunty
Cookie Kunty, civilement connue sous le nom de Romain Eck, est une drag queen franco-canadienne. 
Elle se fait connaitre en 2022 par le film Trois nuits par semaine, et pour sa participation à la deuxième saison de Drag Race France en 2023.

## Biographie

### Jeunesse
Romain Eck nait à Montréal et déménage souvent pendant son enfance, vivant en Guadeloupe, en République dominicaine et dans le sud de la France. Il s'installe finalement à Paris pour suivre des études de mode, mais abandonne à la suite d'une phobie scolaire liée à la compétition féroce régnant dans ce milieu et aux coûts exorbitants des projets pédagogiques,. Il subvient un temps à ses besoins en tant que vendeur dans une boutique d'art.

### Carrière
Roman Eck suit avec sa sœur RuPaul's Drag Race dès la saison 1, ce qui leur donne à tous les deux la passion du drag. Si sa sœur se lance dans les performances, il commence quant à lui, à 17 ans, par vouloir dessiner l'ensemble des drag queens de Nice, mais ce projet tombe à l'eau lors de son déménagement à Paris. La performance drag ne l'intéresse pas alors en raison de sa pénibilité physique.
S'intégrant au milieu de la nuit homosexuelle parisienne, il décide le 23 janvier 2016 de se présenter à l'entrée d'un club en drag afin d'augmenter ses chances de rentrer, et décide de poursuivre dans cette voie à la suite des réactions positives que Cookie Kunty suscite. 
Cookie Kunty est une pionnière du renouveau de la scène drag parisienne, étant la première à proposer un rendez-vous drag hebdomadaire à son nom.
Lors de la diffusion de la saison 2 de Drag Race France, où elle est candidate, elle anime des viewing parties dans un bar gay de Paris, le Who's.

## Style
D'abord inspirée par le mouvement Club Kids, Cookie Kunty est construite comme un personnage de blonde hitchcockienne de style glam vintage et à la féminité exacerbée. 

## Engagement
Lors de la crise du Covid-19, qui frappe particulièrement la communauté LGBT, Cookie Kunty organise des cagnottes pour les personnes queers en situation précaire.

## Vie privée
Cookie Kunty témoigne en 2021 d'une difficulté à nouer des relations liée à sa pratique du drag : « C'est assez drôle parce que je fais du drag depuis cinq ans et ça fait à peu près six ans que je suis célibataire donc fais le calcul ». L'explication qu'elle avance est que, le milieu gay étant son lieu de travail, elle n'a pas forcément envie lors de son temps libre d'y retourner, la privant ainsi d'un espace d'homosocialité.

## Filmographie

### Cinéma
- 2017 : Un homme mon fils (court métrage) de Florent Gouëlou : Cookie Kunty / Marcus
- 2020 : Beauty Boys (court métrage) de Florent Gouëlou[4] : Cookie Kunty
- 2020 : Premier amour (court métrage) de Florent Gouëlou[4]
- 2022 : Trois nuits par semaine (long métrage) de Florent Gouëlou[4] : Cookie Kunty

### Télévision
- 2020 : Les Reines du make up (émission) : elle-même
- 2021 : Emily in Paris (série télévisée), saison 2, épisode 1 Voulez-vous coucher avec moi ? d'Andrew Fleming : elle-même, drag-queen reine des abeilles [3]
- 2021 : Queendom, 3 histoires Drag de Marco Novoa et Simon Vivier (documentaire) : elle-même[2]
- 2023 : Drag Race France, saison 2 (émission) : elle-même

## Distinctions
- Césars 2023 : présélection aux révélations masculines de l'Académie des Césars[5]

### Ouvrages
- Nicky Doll, « Cookie Kunty », dans Reines, l'art du drag à la française, Hors collection, 19 octobre 2023, 224 p. (ISBN 978-2701403977), pp. 66-75
- Sofian Aissaoui, « Cookie Kunty, le drag, une économie de plus en plus rapide », dans Drag, L'autre visage des queens et des kings, Paris, La Musardine, 2022, 170 p. (ISBN 9782364904880), pp. 30-37